# Khartcho

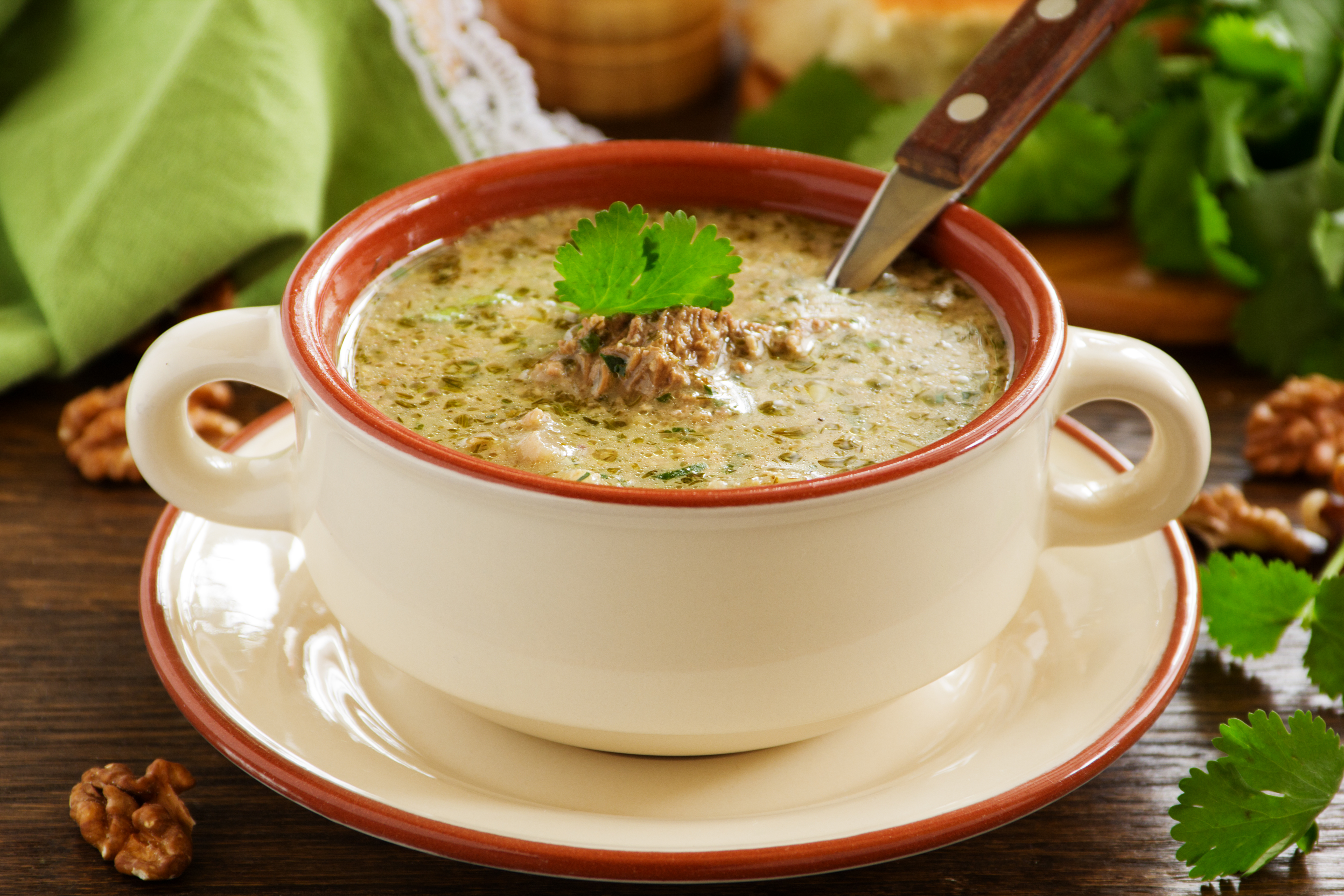
Khartcho au bœuf avec des noix.

Le khartcho (en géorgien : ხარჩო) est une soupe traditionnelle de la cuisine géorgienne, originaire de Mingrélie.
Le khartcho est habituellement préparé à base de bœuf — mais on rencontre aussi d'autres viandes,, riz, mirabelles (sous forme de sauce tkemali ou tklapi), noix et un mélange d'épices.
On peut aussi considérer cela comme un ragoût de viande en sauce.